# Шполянська вулиця (Київ)
Шполя́нська ву́лиця — вулиця в Подільському районі міста Києва, місцевості Шполянка, Куренівка. Пролягає від вулиці Рилєєва до Фруктової вулиці. 
Прилучаються вулиці Оксани Мешко та Енді Воргола.

## Історія
Вулиця виникла у 1-ше десятиліття XX століття під назвою вулиця Шполянське підгір'я (від урочища Шполянка). Сучасна уточнена назва — з 1944 року. До міста Шпола назва стосунку не має.